# Kneževi Vinogradi
Kneževi Vinogradi es un municipio de Croacia en el condado de Osijek-Baranya.

## Geografía
Se encuentra a una altitud de 85 m s. n. m. a 304 km de la capital nacional, Zagreb.

## Demografía
En el censo 2011 el total de población del municipio fue de 4 614 habitantes, distribuidos en las siguientes localidades:
- Jasenovac - 35
- Kamenac - 166
- Karanac - 926
- Kneževi Vinogradi - 1 657
- Kotlina - 288
- Mirkovac - 108
- Sokolovac - 14
- Suza - 567
- Zmajevac - 853

| Gráfica de población de Kneževi Vinogradi 1857-2011                 |
|                                                                     |
| Según los censos de población de la oficina estadística de Croacia. |